# Marko Belinić
Marko (Bartolov) Belinić (Jakovlje kraj Donje Stubice, 13. kolovoza 1911. — 19. prosinca 2004.) je hrvatski komunistički političar, narodni heroj Jugoslavije te jedan od osnivača nogometnog kluba „Dinamo Zagreb” i njegov doživotni predsjednik.

## Životopis
Sin zagorskih seljaka, Belinić je u zavičaju upoznao samo siromaštvo i težak rad. U zagrebačkoj radničkoj sredini formirao se u istaknutoga revolucionara, koji je vlastiti život podredio interesima svoje klase i naroda. Kao jedanaestogodišnji dječak došao je u Zagreb na učenje krznarskoga zanata, a tri godine kasnije već je aktivan član radničkih kulturnih i športskih društava. Od najranije mladosti pokazao je posebnu smionost za rad u klasnim radničkim sindikatima, i tom svom oprjedjeljenju za neposredan rad s masama, u bazama Pokreta, ostat će vjeran za cijelo vrijeme svoje revolucionarne djelatnosti.
Kao nadaren i bistar mladić, sposoban organizator i sugovornik koji govori jezikom razumljivim radniku, Belinić je bio omiljen naročito u radničkim četvrtima. Umio je usmjeravati neorganizirani bunt – revolucionarnomu cilju. Takvoga rukovoditelja, uvjerljivoga tumača političke linije i programa Komunističke partije Hrvatske i Jugoslavije, zagrebačka partijska organizacija primila je u svoje redove kad se već oporavila od udaraca Šestosiječanjske diktature, te kad je odlukama IV. konferencije KPJ revolucionarni pokret radničke klase dobio čvrstu platformu i široki zamah upravo u njegovoj proleterskoj osnovici.
Belinić je primljen u KPJ 5. prosinca 1934., a 1935. postaje tajnikom (sekretarom) Petoga rajonskog komiteta — područja najrevolucionarnije zagrebačke četvrti, Trešnjevke, koju su sami radnici prozvali "Crvenom republikom". U prosincu 1935. on je sekretar Mjesnog komiteta PK KPJ Hrvatske za Zagreb. U neprekidnoj političkoj djelatnosti Belinić je, početkom 1936. uhićen, ali ga je u listopadu iste godine, zbog nedostatka dokaza, sud oslobodio. Od 1937. djeluje u Varaždinu u URS-ovim sindikatima, državnih radnika, a od veljače 1938. i kao član Okružnoga komiteta KP Hrvatske za Varaždin.
No, uz sve obaveze u Zagrebu, i potom u Varaždinu, ne zaboravlja zavičaj. Organizira, 1937. i prvu partijsku organizaciju u Oroslavju.
Ta višestruka Belinićeva politička djelatnost — od svakodnevnih profesionalnih obaveza na pregovorima s poslodavcima i borbi za priznavanje i potpisivanje kolektivnih ugovora u pojedinim tvornicama, do ilegalne organizacije demonstracija ili štrajkova — nije mogla ostati nepoznata policiji. U kolovozu 1938. ponovo je uhićen, u studenomu 1939. dobiva izgon iz Varaždina, a u prosincu iste godine upućen je u Lepoglavu. Kada se (u ožujku 1940.) vratio iz Lepoglave, opet ulazi u URSSJ, kao sindikalni dužnosnik; tu djeluje do raspuštanja tih sindikata, odnosno do njegovoga ponovnog uhićenja, potkraj 1940. godine. Bilo je to Belinićevo posljednje uhićivanje. Ovaj je put uspio pobjeći iz vlaka kojim je ponovno upućen u Lepoglavu. Otada živi u ilegalnosti, i do okupacije zemlje djeluje kao profesionalni stranački dužnosnik.
Uz ove svoje obaveze, Belinić je stizao dopunjavati praktičnu djelatnost sindikalnoga i partijskog rukovoditelja i pisanom riječju u radničkomu tisku. Redovito je surađivao u "Radniku" (1937.) i "Radničkom tjedniku" (1938. – 1939.)
Okupaciju zemlje Belinić je dočekao kao član Mjesnoga komiteta KP Hrvatske za Zagreb. Od prvih dana oružane borbe, prekaljeni i iskusni revolucionar preuzima najodgovornije političke i vojne funkcije. Organizira Prvi zagorski partizanski odred, član je Povjerenstva CK KP Hrvatske za Zagreb, član Oblasnoga komiteta KP Hrvatske za Zagrebačku oblast, politički komesar Druge operativne zone, a od studenoga 1943. član je Politbiroa CK KP Hrvatske. U vrijeme NOR-a Belinić je posebno djelovao na oživotvorenju revolucionarnih ciljeva kojima se posvetio od najranije mladosti: jedan je od osnivača prvih narodnooslobodilačkih odbora na oslobođenomu teritoriju u Hrvatskoj, te beskompromisan borac za izgradnju narodne vlasti. Biran je i u najviša predstavnička tijela zemlje (od njihova ustanovljenja): AVNOJ i ZAVNOH. Belinić je 18. svibnja 1945. pozivao na "pronalaženje i uništenje fašističkih elemenata" u društvu, te neprimjenju zakona DFJ na fašiste. Također je pozivao i na likvidaciju na licu mjesta i bez obzira na dozvolu komande grada.
| » | Mi smo tu dozvolu stekli tokom teške i krvave borbe. | « |
|   |                                                      |   |

Poslije drugoga svjetskog rata, Belinić se izvjesno vrijeme opet vraća sindikalnoj djelatnosti, kao predsjednik Zemaljskoga vijeća Saveza sindikata Hrvatske; zatim je biran za predsjednika Oblasnoga narodnog odbora i sekretara Oblasnoga komiteta KP Hrvatske za Zagrebačku oblast, a od 1945. do 1969. i za zastupnika u Saboru Narodne Republike Hrvatske i Saveznoj narodnoj skupštini. Istodobno je bio članom Politbiroa, odnosno Izvršnoga komiteta, CK SKH i članom CK SKJ, a također i član Izvršnoga vijeća Sabora Hrvatske. Od Osnivačkoga kongresa SUBNOR-a Jugoslavije do 1969. bio je član Predsjedništva njegova Centralnoga odbora, a od 1961. do 1969. i predsjednik SUBNOR-a Hrvatske. Bio je član Savjeta Republike Hrvatske.
Belinić je bio predsjednikom Saveza sindikata Hrvatske, zastupnik u Saboru, ministar zdravstva SR Hrvatske. Predsjednik RH Stjepan Mesić 2003. odlikovao ga je Redom hrvatskog pletera.
Odlikovan je Ordenom narodnog heroja, 24. srpnja 1953. godine.

## Djela
- "Put kroz život", Biblioteka »Vremeplov«, »August Cesarec«, Zagreb, 1985., (COBISS.BH), (COBISS.SI),  (COBISS.SR);
- "Do naših dana".

## Vanjske poveznice
- Životopis Marka Belinića na znaci.org